# اروپا ایکس‌اس
اروپا ایکس‌اس (به انگلیسی: Europa_XS) یک هواگرد ملخ‌پیشین تک‌موتوره از نوع هواپیمای دست‌ساز ساخت شرکت Europa Aircraft است. هواگرد اروپا ایکس‌اس نخستین پروازش را در ۱۲ سپتامبر ۱۹۹۲ میلادی انجام داد. در مجموع، تعداد ۴۹۵ فروند از این هواگرد ساخته شده‌است.
طراح این هواگرد، Ivan Shaw بود.